# Ruské sedlo

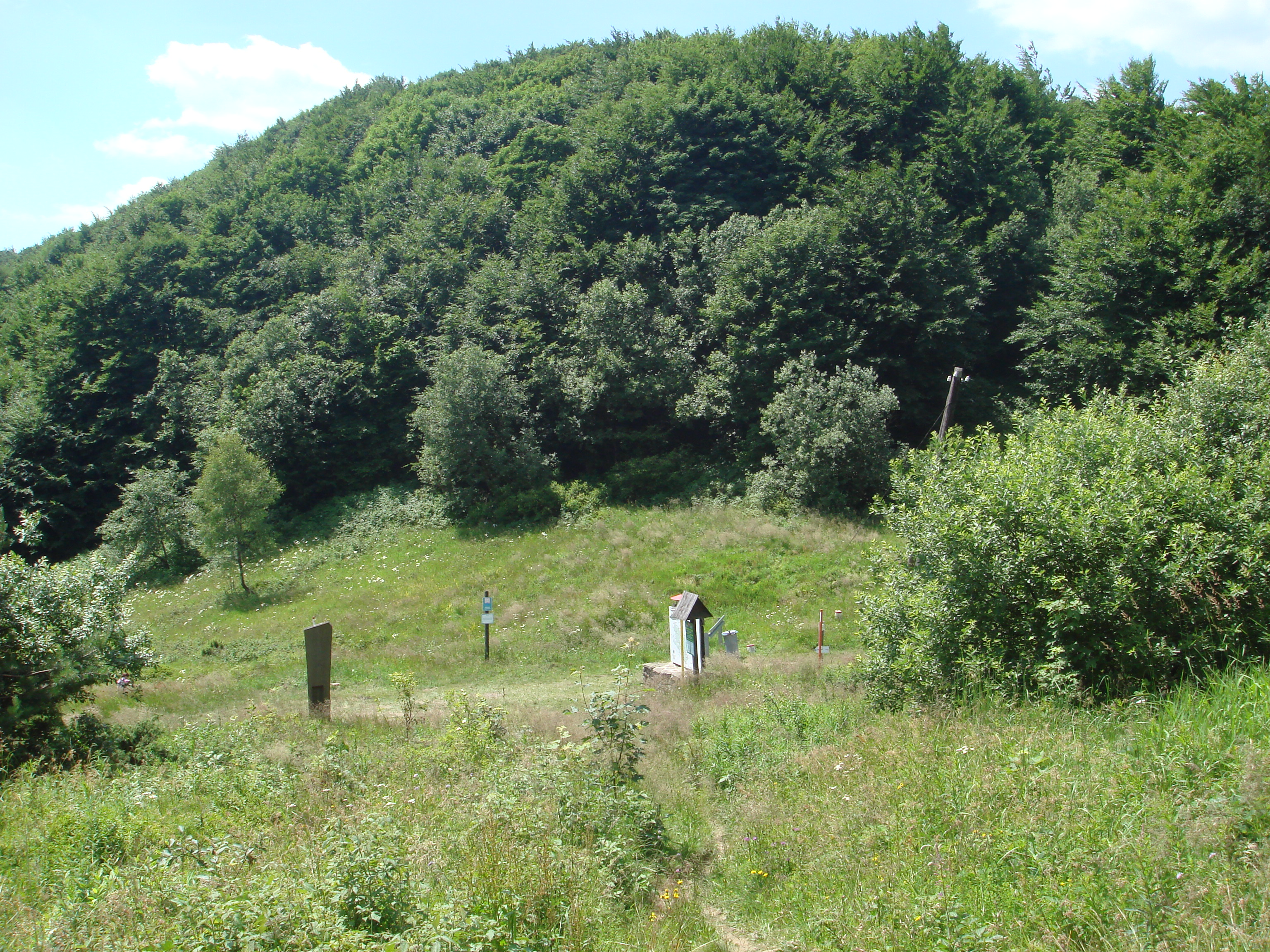
Ruské sedlo

Ruské sedlo (polsky Przełęcz nad Roztokami Górnymi) je horské sedlo v Bukovských vrších na slovensko-polské hranici. Leží v nadmořské výšce 801 m.
Ze slovenské strany vede do sedla neasfaltovaná cesta z bývalé osady Ruské. Na slovenské straně blízko sedla též pramení řeka Cirocha. Z polské strany vede asfaltovaná silnice do osady Roztoki Górne. Přes sedlo vedla stará obchodní cesta, spojující Uhry s Haličí.
Během 1. světové války (od podzimu roku 1914 do jara 1915) tudy pronikla ruská armáda na území severovýchodního Slovenska.